# Антуан І
Антуан I (фр. Antoine I; 25 січня 1661 — 20 лютого 1731) — князь Монако з 1701 року. Син Луї І та його дружини Катерини Шарлотти де Грамон.
Перебував на французькій військовій службі. Відзначився під час війни Аугсбурзької ліги у битві при Флерюсі, облогах Монса та Намюра, отримавши прізвисько Голіаф.
Відновив та зміцнив частину княжого палацу в Монако. Був чудовим музикантом, диригував оркестром.
Був одружений із Марією Лотарингською. Синів у шлюбі не мав. Мав кілька незаконнонароджених дітей від різних жінок. Один з його незаконнонароджених синів — Антуан Гримальді (відомий також як «Шевальє де Гримальді») — був фактичним правителем Монако в 1732—1784 роках.
В 1715 брат Антуана, священик Франсуа-Оноре, відмовився від прав на князівський титул. Спадкоємицею стала старша дочка — Луїза Іполита. Для збереження князівського титулу в сім'ї Ґрімальді Антуан схиляв дочку до шлюбу зі своїм двоюрідним братом, сеньйором Антіба. Проте собі за чоловіків бретонського дворянина Жака-Франсуа де Гойон-Матійона.